# Janez Potočnik
Janez Potočnik, född 22 mars 1958 i Kropa, är en slovensk politiker som var EU-kommissionär 2004-2014. 
Potočnik är filosofie doktor i nationalekonomi från Universitetet i Ljubljana. Han ledde 1998-2004 Sloveniens medlemsförhandlingar med Europeiska unionen och var EU-minister 2002-2004. I samband med Sloveniens EU-anslutning 1 maj 2004 utnämndes Potočnik till landets första EU-kommissionär med ansvar för unionens utvidgning. Han var forskningskommissionär i Kommissionen Barroso I 2004-2010 och miljökommissionär i Kommissionen Barroso II 2010-2014.